# 旺宏電子
旺宏電子股份有限公司（英語：Macronix International Co., Ltd，英文簡寫「Macronix」）是一家非揮發性記憶體製造廠商，其總部設於臺灣新竹科學園區，並在美國、歐洲、日本、韓國、新加坡、中國大陸設有營業據點。

## 歷史
1989年12月，吳敏求創立旺宏電子。
目前旺宏擁有一座12吋晶圓廠及一座8吋晶圓廠；6吋晶圓廠2021年8月以新台幣25.2億元出售予鴻海。

## 競爭公司
- 三星電子
- 美光科技
- 華邦電子
- 兆易創新

## 外部連結
- 官方网站
- 旺宏教育基金會 （页面存档备份，存于）